# Дела об организациях на Нюрнбергском процессе

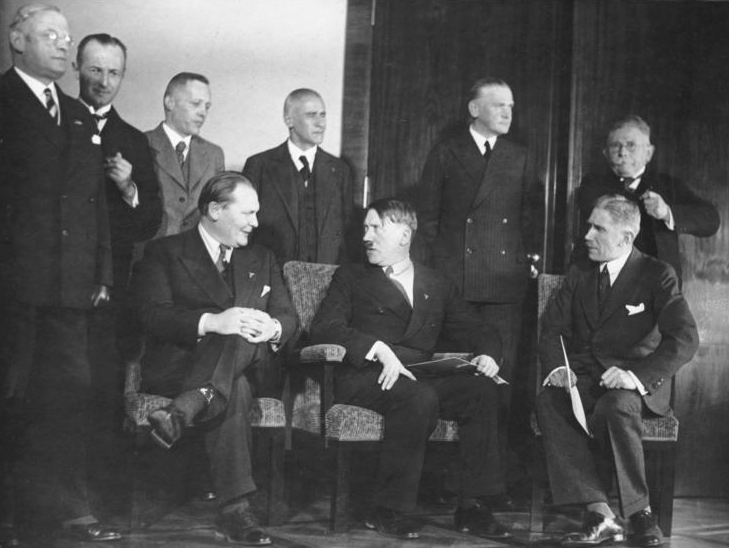
Первый кабинет Гитлера. Берлин, январь 1933

Дела о национал-социалистических организациях — шесть дел об организациях: руководящем составе НСДАП, гестапо и СД, СС, СА, Имперском кабинете министров и Генеральном штабе — являлись отдельной частью Нюрнбергского процесса, проходившей после завершения рассмотрения серии дел о 24-х лидерах Третьего рейха. В делах об организациях речь шла, в сумме, о миллионах людей. Так власти СССР к 1946 году уже начали использовать принудительный труд тысяч бывших членов СС и гестапо в качестве «репараций трудом» — в качестве компенсации за ущерб от Второй мировой войны.

## Предыстория

### Формулирование обвинений
6 декабря 1945 года Патрик Дин сообщал, что судьи планировали попросить прокуратуру дать «чёткие разграничения и определения» общим принципам о подсудности организаций, изложенным в уставе МВТ. На заседании 12 января 1946 года судьи подготовили уведомление, в котором подчеркивалась «расплывчатость» доводов обвинения. Судьи запросили также критерии для определения такого понятия как «преступное членство». На трёх открытых заседаниях от 28 февраля и 1—2 марта шесть адвокатов выступили против самой концепции обвинения организаций в уголовных преступлениях: их главный довод заключался в том, что — какие бы процедуры, гарантии и исключения не были бы сделаны трибуналом — огромное количество невиновных людей окажется осуждёнными.
Не зная об этом, немецкие адвокаты повторили все аргументы против «формы массовой расправы», которые выдвигались американскими и британскими юристами с сентября 1945 года. В ответ обвинение представило краткое изложение своей версии и два приложения с доказательствами: Джексон обратил внимание на то, что 6 организаций были выбраны как «самыми могущественные и самыми жестокие» — что Гитлерюгенд, государственный аппарат или вооруженные силы не были обвинены. Он также утверждал, что давать определение «преступной организации» не требовалось.
Судьи, включая Доннедье де Вабра, часто задавали конкретные вопросы прокурору: в частности, их беспокоили временные рамки — был ли член СА, вышедший в отставку до войны, столь же виноват, как и тот, кто оставался членом до 1945 года? Судьи предложили провести черту, исключавшую тех, чья деятельность была второстепенной по отношению к основной работе организации: клубы верховой езды и военные оркестры СС попали в список исключений. Джексон согласился, что «клерки, стенографистки и дворники» не интересовали американскую прокуратуру; Руденко был против подобных ограничений. Кроме того, 8 февраля Эйри Нив сообщил, что трибуналом уже было получено 47 114 заявлений от членов организаций, включая 38 223 заявлений от членов СС. Дело об организациях начало превращаться в «правовой и логистический кошмар».

### Комиссия Нива
12 марта трибунал провёл «долгую и утомительную», по словам Биддла, сессию: в течение 3,5 часов судьи обсуждали предложения по выходу из «процедурного тупика», связанного с объёмом работы. МВТ решил попросить адвокатов кратко осветить деятельность каждой организации: для этого адвокатам была предоставлена возможность посещать лагеря для военнопленных с целью опроса потенциальных свидетелей. 17 апреля трибунал принял правила предъявления доказательств, составленные Нивом, ставшим официальным «комиссаром» суда.
20 мая комиссия Нива начала свою работу в собственном помещении во Дворце правосудия: к 3 августа она рассмотрела 110 000 заявлений, отобрав 603 из них для более детального ознакомления. Комиссией в Нюрнберге был заслушан 101 свидетель, ещё 1809 потенциальных свидетелей были заслушаны на местах. Члены комиссии не посещали советские лагеря для интернированных, поскольку получили только несколько заявлений из советской оккупационной зоны — зоны, где признание членства в любой национал-социалистической организации «означало верный арест». В конечном итоге в МВТ были представлены 90 письменных показаний, данных под присягой. Остальные были обобщены адвокатами или заключенными нюрнбергской тюрьмы, имевшими юридическую квалификацию.
Адвокаты стремились доказать, что организации не были сплоченными коллективами и что преступная деятельность нескольких отдельных членов была секретом от остальных участников. Защитники также заявили, что термин «принуждение» (в отношении членства в организации) должен включать в себя экономическое и психологическое давление — а не только физическую угрозу. Статус Войск СС вызвал дискуссию среди адвокатов, поскольку почти все члены данной организации были призывниками, но многие солдаты воспринимали попадание в «элитные части» с гордостью.

## Ход рассмотрения

### Дело лидеров НСДАП
Первым обвинением против организаций, заслушанным трибуналом 30—31 июля, стало дело Корпуса политических лидеров НСДАП (Politischer Leiter). В обвинении, предъявленном британской группой, утверждалось, что с помощью данного корпуса партия сохраняла идеологический контроль над населением и направляла его к своим преступным целям. Корпус обвинялся в терроре — преследовании евреев и политических оппонентов — поощрении жестокого обращения с остарбайтерами и линчевании пленных пилотов союзников. Обвинение предполагало, что данная структура представляла собой сплочённую группу политически мотивированных работников, полностью информированных о преступных целях организации.
Однако на суде выявилось, что если четыре высшие страты партработников находились в тесном взаимодействии, то низовые структуры существовали в отрыве от руководства: им не платили зарплаты, они работали неполный день, они преимущественно занимались сбором партийных взносов и социальной деятельностью. Вместо защиты всей организации, адвокаты сосредоточились на доказательстве полной невиновности двух нижних партийных классов — целленляйтеров и блокляйтеров. Адвокаты утверждали, что блокляйтеры не обладали никакой политической или полицейской властью: внимание блокляйтеров было сосредоточено на улучшении благосостояния местного населения.
В ходе дела о партии Ступникова, как и другие советские переводчики, столкнулась с проблемой: с одной стороны, на русском языке не существовало устоявшихся переводов для терминов, подобных слову «блокляйтер»; с другой стороны, аналогия устройства НСДАП и КПСС была слишком очевидной. Поскольку советские лидеры хотели избежать любых аналогий между Третьим Рейхом и СССР, русским переводчикам в Нюрнберге уже запретили использовать слово «социалистический» для обозначения НСДАП: термин «национал-социалистический» должен был переводиться как «немецко-фашистский».

### Дело СД и гестапо
Хотя гестапо и СД были представлены в обвинительном заключении как единая структура, комиссия Нива и трибунал заслушали доказательства по каждой организации отдельно. Однако, деятельность СД и гестапо столь часто пересекалась, что показания свидетелей и документальные доказательства во многих случаях были общими. Попытка адвокатов представить гестапо как обычную тайную полицию, существовавшую во многих странах, а СД как агентство для политической разведки — как «безобидную организацию, роль которой ограничивалась сбором данных об общественном мнении» — не увенчались успехом. Свидетели защиты обвиняли СС во всех преступлениях: когда это не удавалось, гестапо обвиняло СД, а СД — гестапо.
31 июля и 1 августа адвокат Рудольф Меркель допросил в суде двух свидетелей защиты: руководителя юридического отдела гестапо Вернера Беста и главу гестапо в Дании Карла-Хайнца Хоффмана (Karl Heinz Hoffmann). Оба свидетеля подчёркивали принудительный характер членства в гестапо. Хоффманн попытался снять с гестапо вину, утверждая, что департамент по делам евреев Адольфа Эйхмана действовал отдельно от остальной организации. Бест признал, что гестапо проводило казни и депортации — но уточнил, что член гестапо, не выполнивший подобные директивы, рисковал предстать перед военным трибуналом. Оба свидетеля также подчеркивали, что технический персонал гестапо «находился в полной неведении» относительно деятельности организации. Тема сотрудничества гестапо и НКВД после Польской кампании не обсуждалась. Перекрестные допросы привнесли в дело новые доказательства преступлений членов гестапо против советских военнопленных: офицеров, коммунистов и евреев.
1 августа свидетель по делу СД Рольф-Хайнц Хёппнер, вызванный адвокатом Хансом Гавликом (Hans Gawlik), дал показания, что СД не имела никакого отношения к военизированным организациям — таким как СС или айнзатцгруппы. На следующее утро прокурор Лев Смирнов представил захваченные Красной армией документы, показывавшие, что в июне 1938 года Гитлер разработал директивы для СД об участии в нападении на Чехословакию. Хёппнер не согласился с советским юристом в том, что документы доказывали роль СД: он настаивал, что любые члены СД, приписанные к айнзацгруппам, переставали быть членами самой СД.

### Дело Имперского кабинета министров
В период национал-социализма в кабинет Гитлера входили 48 человек: из них 17 уже находились на скамье подсудимых, Борман пропал без вести, а восемь человек считались мертвыми. Мнение экспертов о том, что Гитлер предпочитал отдавать приказы без консультаций с правительством — или встречался с министрами индивидуально — не нашли поддержки у американских прокуроров. Адвокат Кубушок выступал всего полдня и представил суду только одного свидетеля: бывший статс-секретарь министерства юстиции Франц Шлегельбергер (Franz Schlegelberger) сообщил, что с марта 1933 года имперский кабинет полностью «лишился свободы действий». Он заявил, что министрам было запрещено уходить в отставку и что многие функции, обычно относившиеся к ведению министерств, были переданы гауляйтерам и рейхскомиссарам.
Однако в ходе перекрестного допроса прокурор Кемпнер настаивал, что члены кабинета формально несли высшую ответственность за деятельность государства, регулярно получая законопроекты и годовой бюджет. Затем прокурор представил законопроект, который сам Шлегельбергер подписал в 1942 году: документ призывал к стерилизации «всех полуевреев в Германии и на оккупированных территориях». Шлегельбергер утверждал, что его мотивом было желание спасти «полу-евреев» от отправки в трудовые лагеря в Польше. Судья Лоуренс вмешался в допрос, спросив: «Насколько я понимаю, условия в рабочих лагерях в Польше, по вашему мнению, были таковы, что было бы предпочтительнее, чтобы полу-евреи были стерилизованы?» Шлегельбергер ответил утвердительно.

### Дело СС
Дело СС слушалось в течение следующих шести дней, начиная с 3 августа. Поскольку свидетели обвинения уже неоднократно называли СС виновником «самых отвратительных зверств и преступлений», дело вызвало некоторый интерес в прессе — в среде журналистов распространились слухи о том, что обвинение представит нового свидетеля. Обвинение настояло на перекрестном допросе генерального секретаря Аненербе Вольфрама Зиверса, получавшего через СС черепа «еврейско-большевистских комиссаров» для своей «научной работы» по идентификации «недолюдей». Зиверс представил суду подробности «медицинских исследований», проводившихся в СС. Он не выразил особой реакции на документы, описывавшие попытки сначала заморозить, а затем оттаять живых людей — в то время как советские газеты напечатали длинные отрывки из показаний Сиверса без каких-либо комментариев.
Адвокаты обращали внимание судей на то, что СС не представляла собой единую организацию — комплекс независимых подразделений работал так, что каждая часть не знала о деятельности коллег. Единственным полностью информированным лицом был Гиммлер. Вызванный адвокатом Хорстом Пелькманном (Horst Pelckmann), также настаивавшем на отсутствии организационного единства в СС, судья Гюнтер Райнеке (Günther Reinecke) заявил о «честности и самодисциплине» организации. Райнеке настаивал на том, что приказал расследовать «слухи» о систематическом истреблении в 7—10 концентрационных лагерях, но не нашел никаких доказательств. Райнеке стал четвёрным из шести свидетелей. Судья СС Георг Морген, регулярно посещавший Бухенвальд в течение восьми месяцев, также не заметил ничего «неприятного»: он рассказал трибуналу об огромной библиотеке, почте, кинотеатре, «замечательных спортивных сооружениях» лагеря и его борделе. Генерал СС, барон Карл фон Эберштейн рассказал суду о «высоком служении государству», которым занималась СС: он отметил, что в ряды СС входили три принца и один архиепископ. Эберштайн утверждал, что СС был полностью отделен от Войск СС — и не имел никакого отношения к управлению концентрационными лагерями.
В свою очередь, свидетели защиты из Войск СС описали данную структуру как военное формирование, «обычную военную дивизию», подчинявшееся приказам; генерал СС Пауль Хауссер был «удивлен», узнав об активной роли Войск СС в разрушении Варшавского гетто. Роль дивизии СС «Принц Евгений» в уничтожении посёлка Лидице также обсуждалась в суде. Трибунал объявил неприемлемым вопрос Пелькманна об аналогичных преступлениях Красной армии. При этом трибунал отказался принять отчёт UNWCC, в котором резюмируются обвинения против Войск СС: МВТ указал, что документ подавался «слишком поздно».

### Дело Генерального штаба. Вермахт
8—9 августа началось рассмотрение «дела о Генеральном штабе и Верховном командовании»: зал суда был взят под усиленную охрану в связи с появлением в нём военного министра США Роберта Паттерсона. Уже в названии дела прокуратура пыталась охватить круг функций, которые полагала преступными. По американской инициативе и вопреки возражениям британцев, прокуроры — исходившие из того, что агрессия была финальной частью «нацистского заговора» — старались показать роль военного планирования и руководства. Американское общественное мнение, считавшее вермахт преступной организацией — и призыв высшего руководства союзников в Ялте искоренить «немецкий милитаризм» — внесли свой вклад в формирование позиции обвинения. Манера, в которой представители США доказывали свою позицию, укрепила впечатление о том, что перед судом предстали вооруженные силы целиком. Адвокат Ганс Латернсер (Hans Laternser), сам являвшийся бывшим офицером, воспринимал свою роль именно как защитника армии.
Публично Джексон и его сотрудники категорически отрицали попытку использовать Нюрнбергский процесс для дискредитации военной службы: так в январе прокурор Тейлор настаивал на том, что в профессии «солдата» не было ничего криминального — уточняя, что «человек, который совершает преступление, не может ссылаться в качестве защиты на то, что он совершил его в военной форме». Тейлор полагал также, что военные не являлись «отдельной расой», стоявшей выше «моральных и юридических требований, применимых к другим, и неспособной выносить моральные суждения от своего собственного имени». Однако, во внутренней дискуссии американские прокуроры писали, что они стремились предотвратить впечатление о «чистой и джентльменской» армии Третьего Рейха. Сталин в своих выступлениях также продолжал настаивать на том, что все военачальники Рейха являлись военными преступниками.
В итоговую группу подсудимых вошли главнокомандующие и начальники штабов, назначенные на свои посты в период с 1938 по 1945 год: всего около 130 офицеров, из которых 116 предполагались живыми. 19 декабря трибунал получил письмо от жен интернированных генералов, в котором супруги осуждали обвинительное заключение и сообщали, что их мужья содержались в тюрьмах в условиях, запрещенных Женевской конвенцией для офицеров их ранга. Жалобы были резюмированы в двухстраничном письме от адвокатов Латернсера и Роршайдта, составленном в мае: в документе, помимо прочего, отмечалось, что вопреки закону тюремная администрация заставляла высокопоставленных офицеров мыть столовую посуду и тюремный коридор. Полковник Эндрюс использовал мнение генерала Баха-Зелевского для составления письма с опровержением.
Идея о том, что отряды истребления перемещались по России, в огромных масштабах убивая евреев и коммунистов — но тайно и без ведома армии — совершенно абсурдна.— Тейлор, август 1946
Прокуратура основывала своё дело на серии незаконных приказов и директив вермахта, а также на том, что антипартизанские боевые подразделения состояли, в основном, из солдат. Показания генерала СС Олендорфа содержали также сведения, что айнзатцгруппы полностью зависели от поддержки армии. Адвокаты вермахта отрицали сам факт существования такой организации как «генеральный штаб»: они отмечали, что политика Гитлера, принимавшего все основные решения, была секретной, а заявления фюрера на конференциях воспринимались офицерами как «преувеличенные». Защитники настаивали, что военные держались в стороне от НСДАП и других национал-социалистических организаций — офицеры часто «отбивались» от попыток повлиять на исполнение ими их профессиональных обязанностей. Кроме того, начало войны исключило возможность для офицеров выйти в отставку.
Свидетели из числа военных — включая Вальтера Браухича, Эриха Манштейна и Герда Рундштедта — приняли одинаковые линии защиты и попадали в общую «логическую ловушку»: они утверждали, что спорить с Гитлером было невозможно, а затем перечисляли свои споры с фюрером; они настаивали на своей обязанности подчиняться, а затем приводили примеры игнорирования ими приказов. Браухич придал версии о «превентивной войне» против СССР некоторую детальность: Гитлер заверил его, что советская власть настолько непопулярна, что жители СССР будут приветствовать немецкие войска. Манштейн отнёс масштабность разрушений на Восточном фронте к действиям отступавшей РККА; в качестве примера он привел Сталинградскую битву.
В ходе перекрестного допроса Браухича, прокурор Александров представил доказательства тесного сотрудничества между группой армий «Север» и айнзатцгруппой A. Прокурор Тейлор вернулся к связи между вермахтом и айнзатцгруппами в ходе перекрестного допроса Манштейна: комментируя собственный приказ о том, что «еврейско-большевистская система должна быть уничтожена раз и навсегда», Манштейн сначала не смог вспомнить подобный приказ, а затем стал утверждать, что уничтожение «системы» не подразумевало убийство людей.
Александров также попытался доказать планирование OKW биологической войны: прокурор представил письменные показания военного медика, генерал-майора Вальтера Шрайбера (Walter Schreiber) о работах над новыми видами оружия, проводившихся вермахтом. Трибунал — узнав, что Шрайбер был жив — потребовал от Александрова отозвать аффидавит до тех пор, пока свидетель не прибудет в Нюрнберг лично. В целом, обвинение испытывало затруднение с доказательством спланированности и скоординированности деятельности группы «Генеральный штаб и Верховное командование»: оно пыталось использовать «шокирующие» улики о преступлениях, не связанные напрямую с высшим офицерским корпусом как единым целым.

### Дело СА
Ещё 5 февраля Джексон выразил мнение, что обвинение против СА, которая приобрела известность как воинствующая военизированная сила в первые годы пребывания Гитлера у власти, было «самым слабым из всех». Американский прокурор думал о возможности отзыва всего дела, но пришел к выводу, что у прокуратуры всё же были шансы на успех. Структура СА, в которую входили протестантские молодежные группы, клубы верховой езды, вспомогательные медицинские учреждения, организации студентов и миллионный союз «Стальной шлем», мало подходила под определение «преступной группы».
Выяснив уже в ходе процесса об утере СА основной власти в начале 1930-х годов, прокуратура всё же выдвинуло против группы обвинения в терроре — включая участие в «Хрустальной ночи» — тайной военной подготовке, участии в Аншлюсе и подрывной деятельности в Судетской области. Участие членов СА в охране военнопленных и остарбайтеров также стало частью обвинений; кроме того, СА охраняла концентрационные лагеря в течение короткого периода с 1933 по 1934 год.
Первый свидетель защиты, один из лидеров СА Франц Бок (Franz Bock (Politiker)), начавший давать показания 12 августа, отверг обвинения в военной подготовке, проводившейся в СА под видом спортивных мероприятий. Бывший комендант лагеря Ораниенбург Вернер Шефер (Werner Schäfer (KZ-Kommandant)) настаивал на том, что заключенные концлагерей в начале правления национал-социалистов жили в «человеческих условиях» и что «условия… ухудшились, только когда СС захватила лагеря». В итоге, защитник СА Георг Бём (Georg Boehm, 1900—1952) сумел с помощью свидетелей продемонстрировать малую сплоченность группы: версия о том, что группа была занята «уборкой снега и сбором урожая» вызывала сомнения, но не была опровергнута прокуратурой, имевшей в данном случае мало документальных доказательств.

## Подведение итогов. Свидетельства Геринга
После окончания слушаний о «штурмовиках», суд девять дней посвятил изложению позиций обвинения и защиты по делу обо всех организациях. В ходе речей прокуроров были повторены основные юридические аргументы о принципиальной возможности уголовного преследования национал-социалистических групп. Попытка Бема представить новые свидетельства — о проникновении в 1930-е годы более 20 000 коммунистов в СА — была остановлена трибуналом. 15 августа Горшенин отправил из Нюрнберга в Париж, Вышинскому, проект речи Руденко, в которой суду напоминалось об огромном экономическом ущербе, нанесённом СССР. Через пять дней Вышинский вернул исправленный документ: он заменил термин «товарищи по партии» на «члены фашистской партии» и вычеркнул строчку с критикой нацистов за запрет других политических партий в Германии. В последующие дни Горшенин переслал копии текста Сталину, Жданову и другим партийным руководителям. В этот период — как и в течение всего предыдущего месяца — бывшие лидеры Рейха, в свою очередь, готовили свои последние выступления.
Для осуществления задуманных ими злодеяний главари фашистского заговора создали систему преступных организаций, которой была посвящена моя речь. Ныне те, кто поставили целью установить господство над миром и истребление народов, с трепетом ждут грядущего приговора суда.— Руденко
Интерес к процессу ненадолго вернулся во вторник, 20 августа, когда Геринг снова появился на месте для свидетелей: трибунал позволил ему ответить на обвинение в том, что он нёс ответственность за медицинские эксперименты над заключенными в Дахау. «Со скучающе-безразличным видом» Геринг признал, что учредил исследовательский совет для проведения научных изысканий с целью удовлетворения «потребностей войны»: одновременно он отрицал как причастность к самим экспериментам над заключенными, так и наличие у него информации о подобных опытах.
В тот же период адвокату Латернзеру удалось дополнить судебные протоколы письменными показаниями, оспаривавшими выводы советской Чрезвычайной государственной комиссии, и утверждавшими, что советские войска разграбили основные культурные и религиозные объекты в Ленинграде, Новгороде и ряде других городах СССР — включая и усадьбу Льва Толстого в Ясной Поляне. Руденко не попытался оспорить данные показания и они вошли в итоговые материалы, став поводом для десятилетий дискуссий и спекуляций об ответственности СССР и Германии за данные разрушения.